# 경북조리과학고등학교
경북조리과학고등학교(慶北調理科學高等學校)는 대한민국 경상북도 문경시 문경읍 교촌리에 있는 공립 고등학교이다.

## 학교 연혁
- 1973년 9월 26일 : 문경고등학교 신축교사 기공
- 1974년 3월 1일 : 문경고등학교 개교, 초대 김수만 교장 부임
- 1974년 3월 5일 : 제1회 입학식 거행(보통과 12학급 남자 180명, 여자 60명 계 240명)
- 1974년 4월 16일 : 개교기념식 거행
- 1997년 1월 13일 : 문경정보산업고등학교 교명 변경(정보처리과 2학급, 사무자동학과 1학급)
- 2002년 3월 1일 : 문경관광고등학교 교명 변경(관광과 2학급, 인터넷정보과 1학급)
- 2010년 3월 1일 : 경북관광고등학교 교명 변경
- 2012년 3월 1일 : 학칙 변경(관광과 2학급, 필드매니저과 1학급, 총 9학급)
- 2018년 3월 1일 : 경북조리과학고등학교 교명 변경(1학년 조리과 2학급, 제과제빵과 1학급)
- 2019년 1월 31일 : 조리 실습동 신축(3층)
- 2020년 2월 13일 : 여학생 기숙사 증축(제3동)
- 2021년 3월 2일 : 고교학점제 선도학교 지정
- 2023년 9월 1일 : 제21대 고시환 교장 부임
- 2023년 12월 29일 : 제48회 졸업식 (남 29명, 여 31명 계 60명, 총 졸업생 6,606명)
- 2024년 3월 4일 : 제51회 입학식(남 22명, 여 47명 계 69명)

## 설치 학과
- 조리과
- 제과제빵과

## 참고 자료
- 경북조리과학고등학교 - 한국교육학술정보원 학교알리미